# Gegijski jezik
Gegijski jezik (geg, shgip, gheg, shopni, guegue; ISO 639-3: aln), jedan od četiri individualna albanska jezika koji pripada sjevernoj gegijskoj skupini [gheg]. Govore ga Gegi na području sjeverne Albanije (300 000), Makedonije (600 000; 2002), Bugarske (1000; 1963 Newmark), a većina (preko 1,7 milijuna na prostoru nekadašnje Srbije i Crne Gore), odnosno u današnjem Kosovu, Srbiji i Crnoj Gori. Etnička populacija Gega iznosi 2 000 000 (1998 Los Angeles Times), kojih ima još i u Rumunjskoj, Sloveniji i SAD-u.
Postoji nekoliko dijalekata mandrica, ship (kosove), scutari i elbasan-tirana. Govornici su na Kosovu poznati kao Kosovari.

## Vanjske poveznice
- Ethnologue (14th)
- Ethnologue (15th)
- The Albanian, Gheg Language